# A Moon Shaped Pool
《A Moon Shaped Pool》는 영국의 록 밴드 라디오헤드의 아홉 번째 스튜디오 음반이다. 2016년 5월 8일 XL 레코딩스를 통해 CD와 바이닐을 출시, 디지털로 출시했다.
라디오헤드는 프랑스 남부에서 오랫동안 프로듀서인 나이젤 고드리치와 함께 달 그림으로 장식된 수영장을 녹음했다. 라디오헤드 기타리스트 조니 그린우드가 편곡한 현악기와 합창곡이 있고 런던 현대 오케스트라가 연주한다. 〈True Love Waits〉와 〈Burn the Witch〉와 같은 몇몇 곡들이 음반 녹음 전에 쓰여졌다. 이 가사는 기후 변화와 집단사고, 그리고 가슴 아픈 일을 다루고 있다. 많은 비평가들은 가수 톰 요크가 그의 파트너인 레이첼 오웬과 결별한 것에 대한 반응으로 보았다. 이 작품은 요크가 오랜 협력자인 스탠리 돈우드와 함께 자신의 그림을 날씨에 노출시켜 추상적인 작품을 창작한 작품이다.
《A Moon Shaped Pool》은 올해의 최고 음반 목록에 많이 올랐다.

## 곡 목록
톰 요크, 조니 그린우드, 에드 오브라이언, 콜린 그린우드, 필 셀웨이가 모든 곡을 작사, 작곡했다.
1. "Burn the Witch" – 3:40
2. "Daydreaming" – 6:24
3. "Decks Dark" – 4:41
4. "Desert Island Disk" – 3:44
5. "Ful Stop" – 6:07
6. "Glass Eyes" – 2:52
7. "Identikit" – 4:26
8. "The Numbers" – 5:45
9. "Present Tense" – 5:06
10. "Tinker Tailor Soldier Sailor Rich Man Poor Man Beggar Man Thi" – 5:03
11. "True Love Waits" – 4:43